# Iglesia de Santa María de la Plaza
La iglesia de Santa María de la Plaza está situada en el centro de Fregenal de la Sierra (Badajoz). Considerada como la Iglesia Mayor de la población, y como la más antigua e importante, aparece adosada al Castillo.

## Historia
Adosada a una fortaleza templaria, fue construida hacia 1260 por la orden de Santiago. Fue remodelada en el siglo XVIII de donde le procede el retablo mayor. De la iglesia primitiva solo se conserva la fachada principal, la portada que mira a la plaza y la torre. Presenta una nave central rectangular con una capilla adosada por el lado de la epístola, conocida como capilla del Sagrario.

## Exterior
Al edificio se accede por una portada en forma de arco levemente apuntado que descansa sobre dos columnas de estilo románico, anunciando el estilo protogótico.

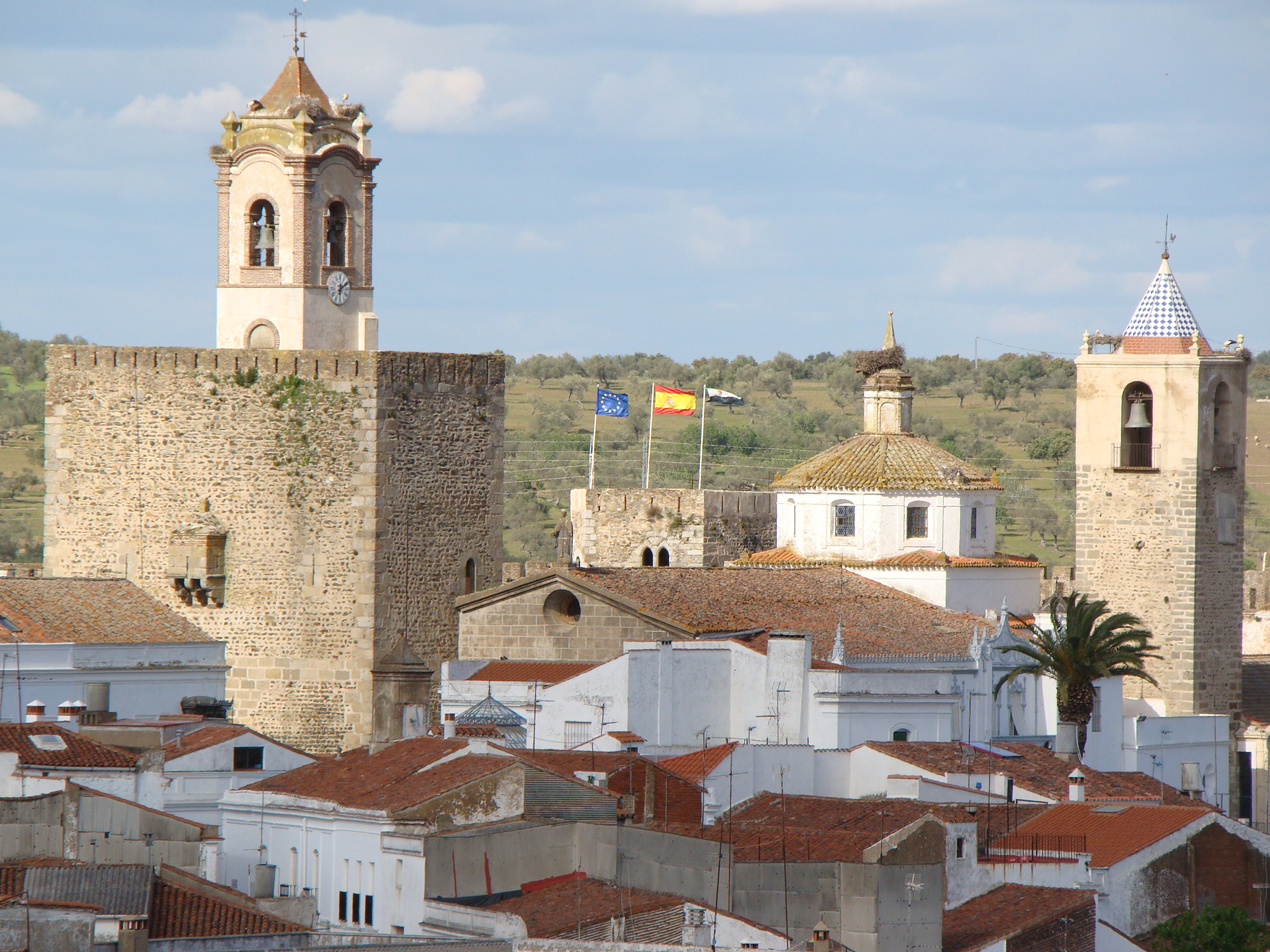
Vista del Castillo templario y de la Iglesia de Santa María de la Plaza de Fregenal de la Sierra
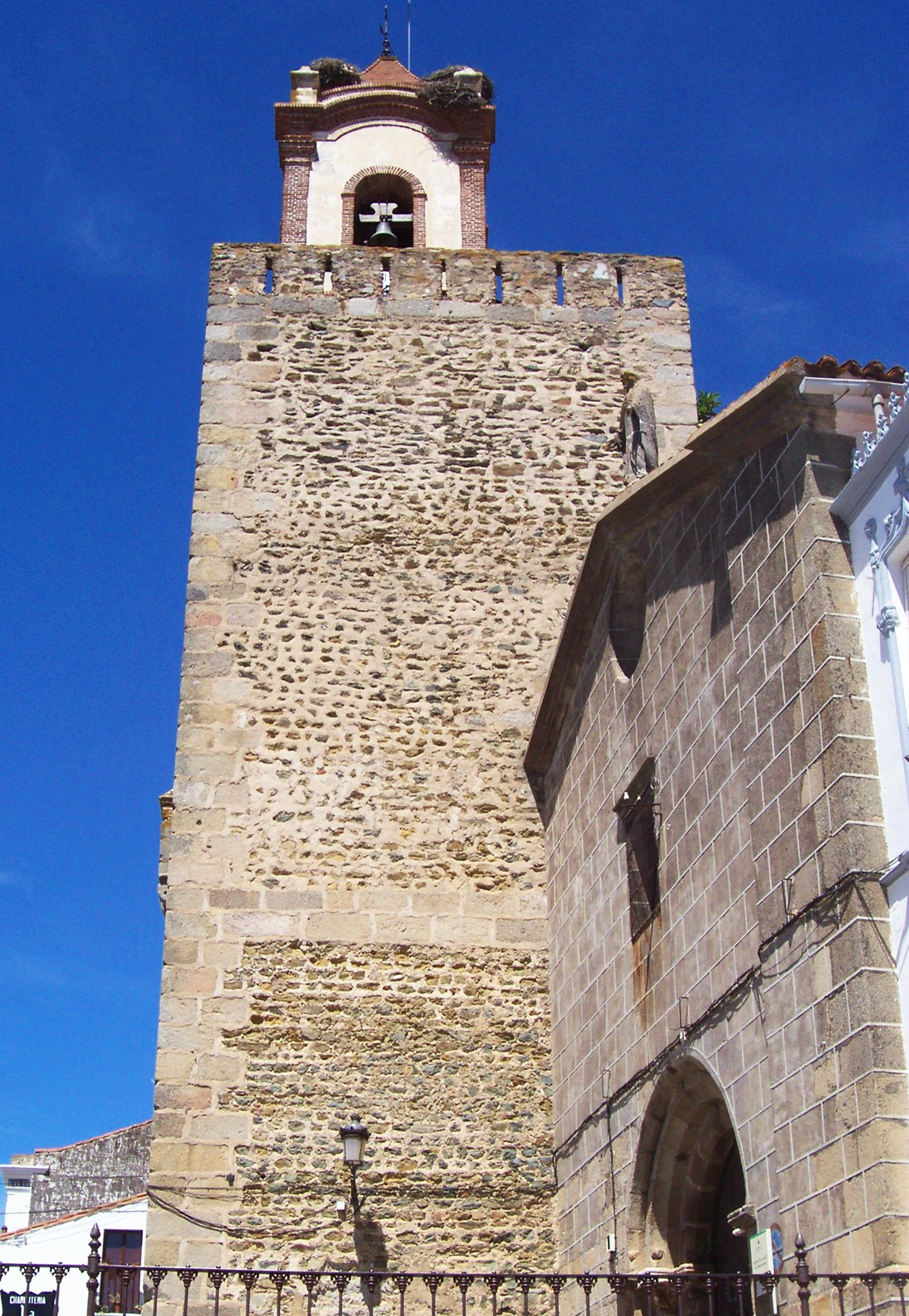
Torre del homenaje del castillo y puerta de la iglesia de Santa María
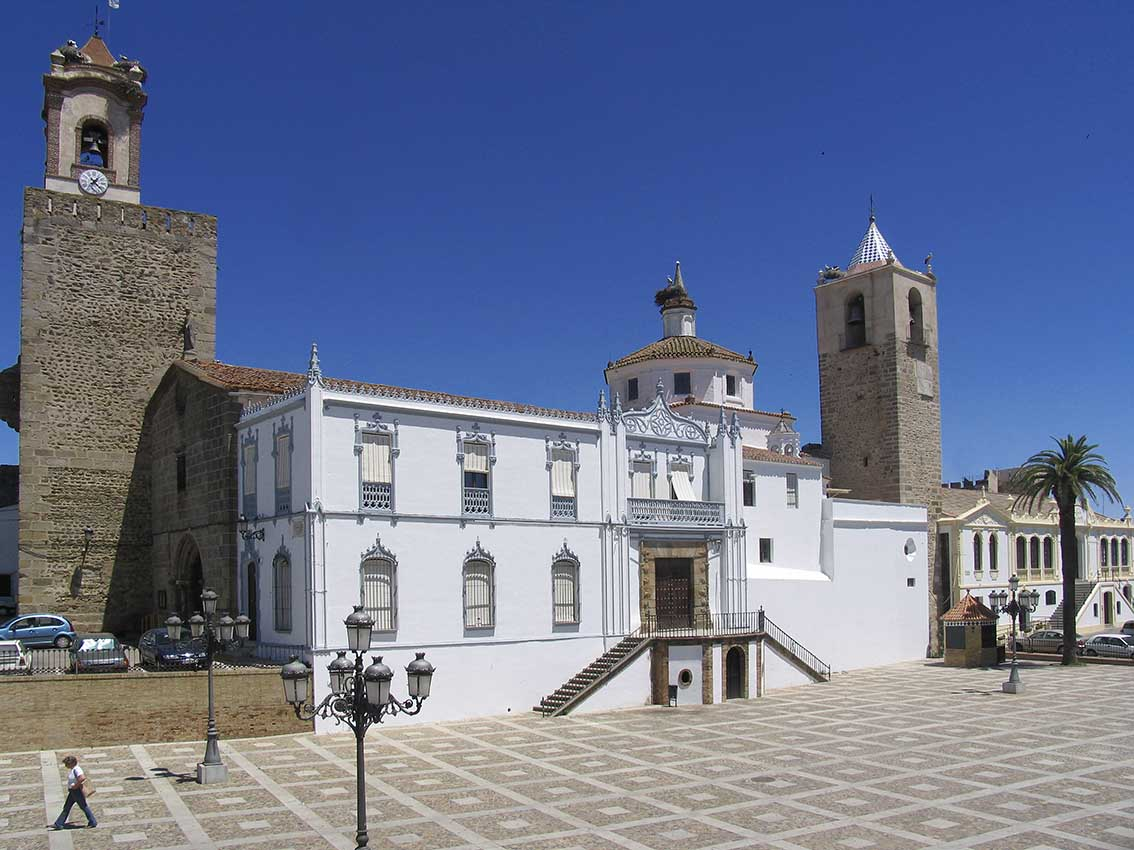
Paseo de la Constitución con la fachada de la iglesia, torres y casa parroquial
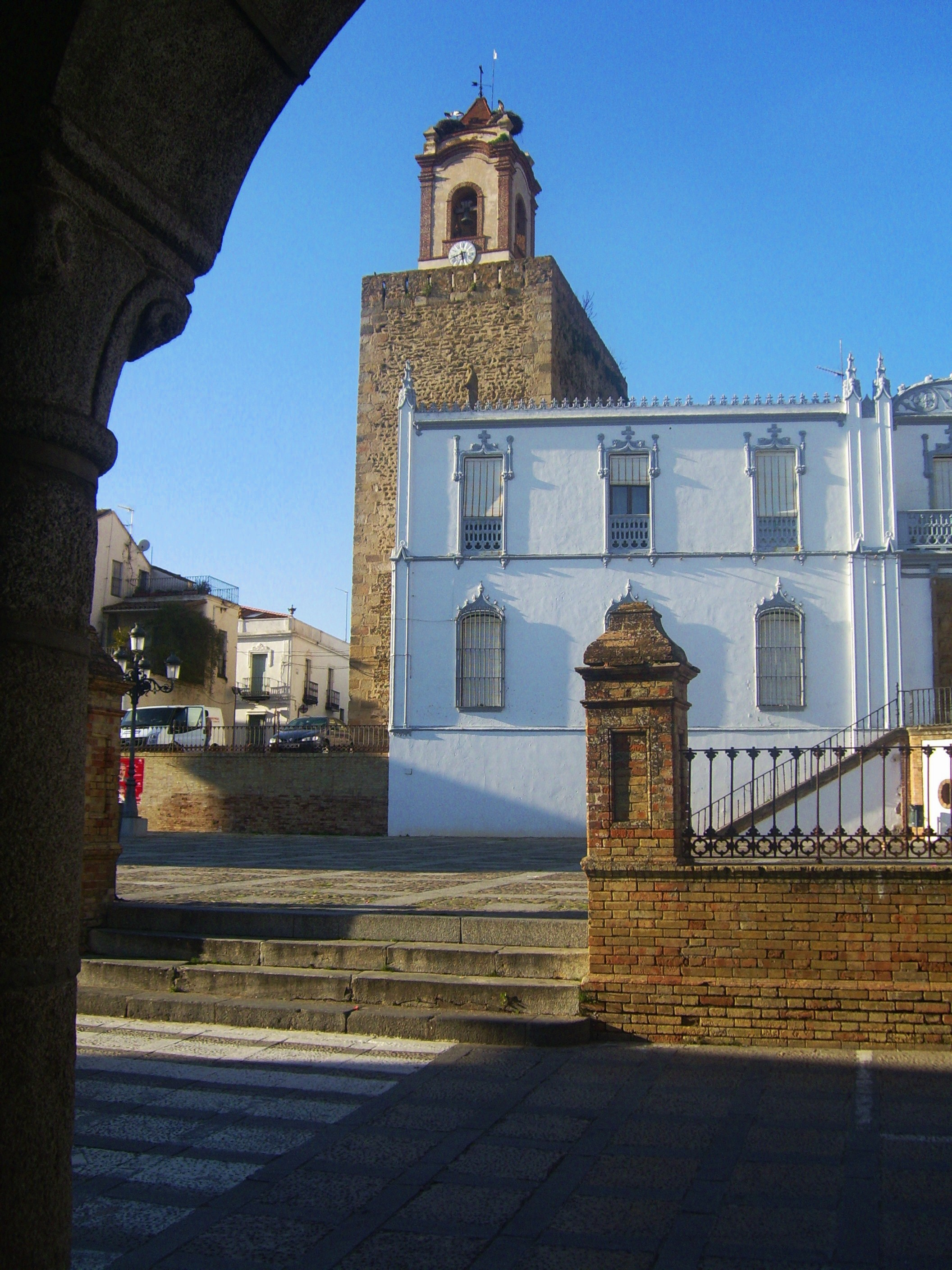
Torre del homenaje y casa parroquial desde los soportales
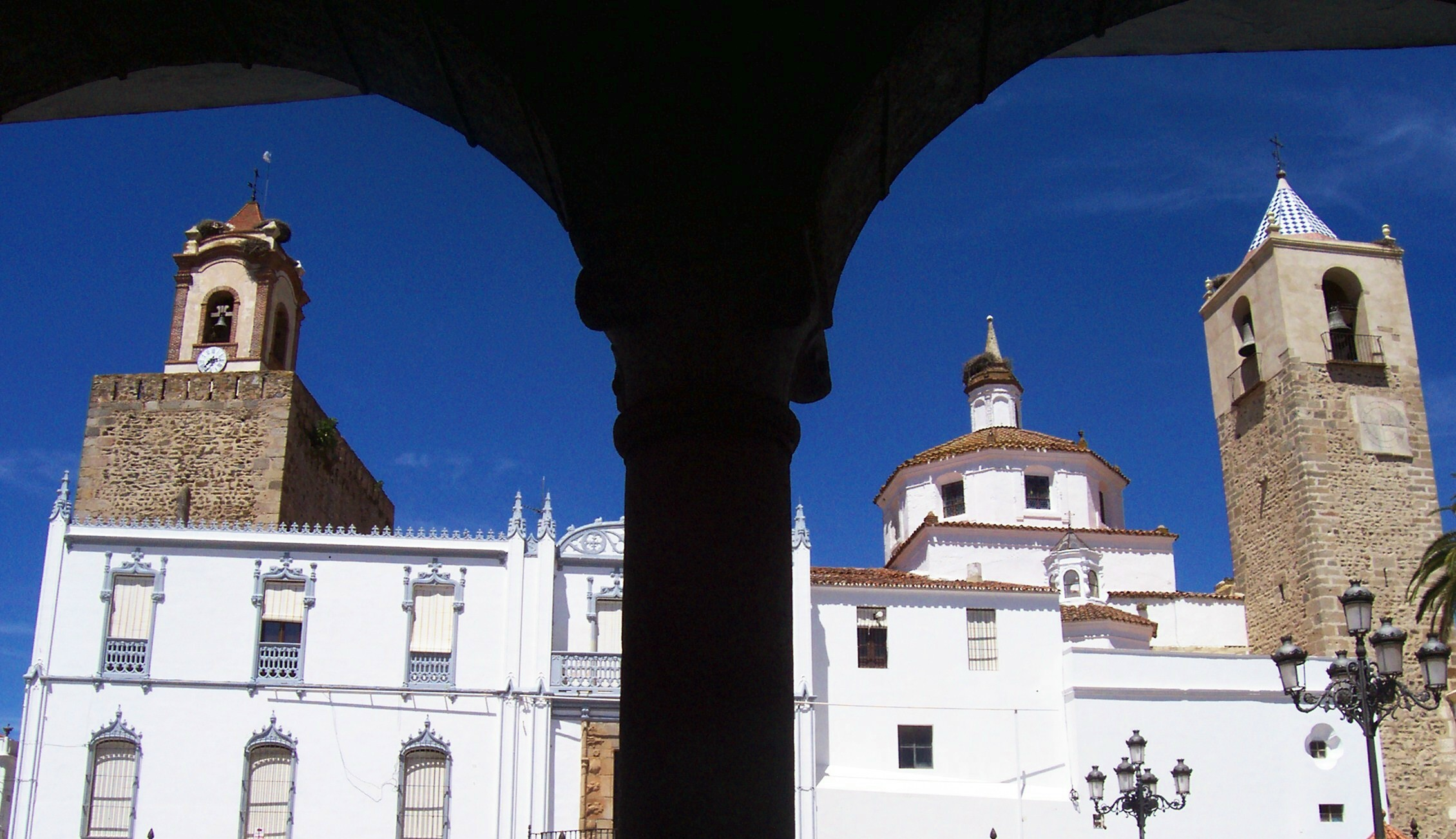
Fachada de la casa parroquial y torres vista desde los soportales

## Interior

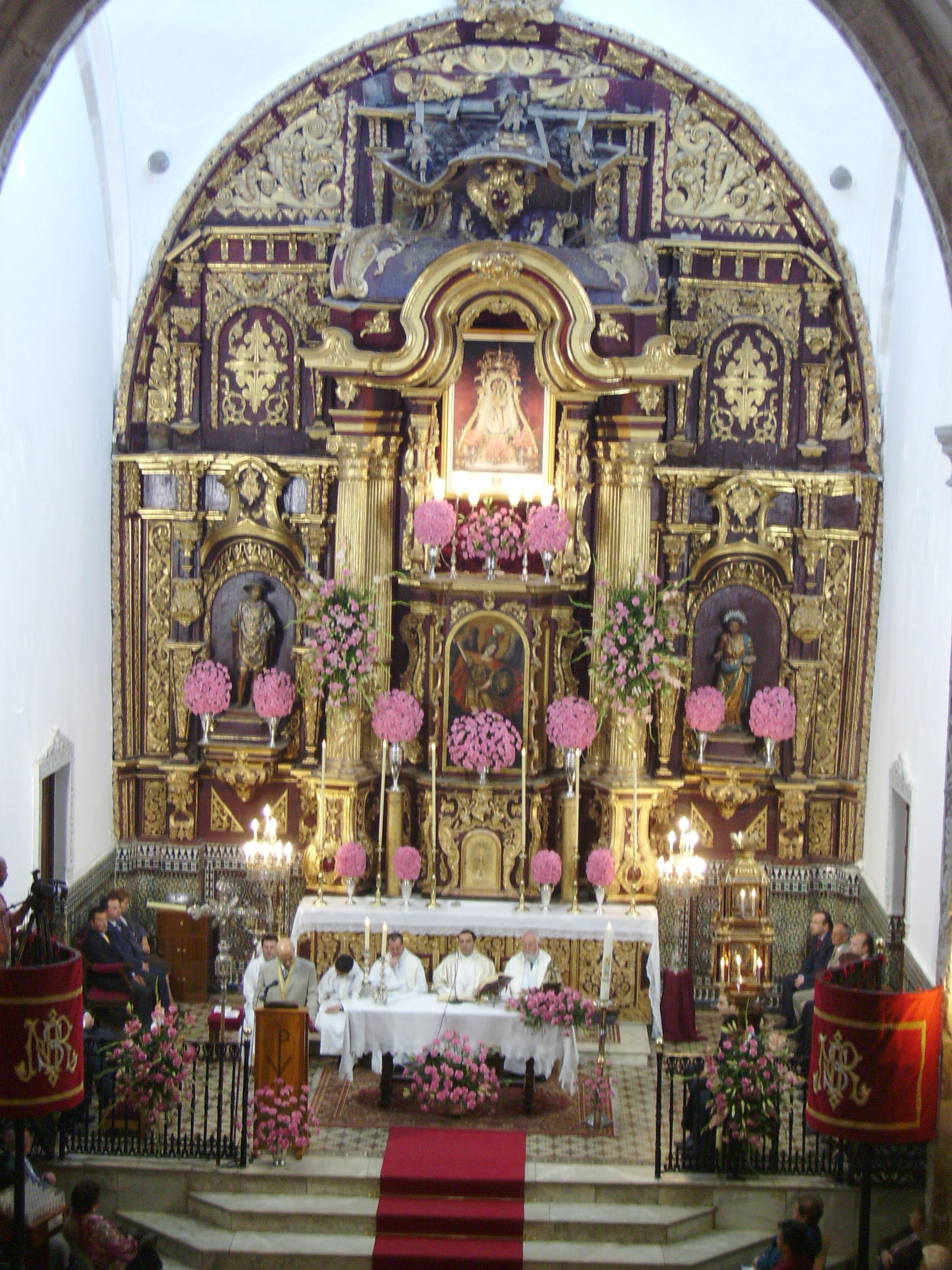
Retablo Mayor durante las Fiestas de Ntra. Sra. de los Remedios

En el interior, la bóveda de medio cañón con lunetos cubre la nave central y los seis retablos adosados al muro (Retablo del Cristo de la Carida, de María Pastora de las Almas, de las Ánimas, de San Pedro, de la Virgen de la Soledad y de San Antonio Abad), excepto al ábside que está cubierto por una cúpula sobre pechinas.
En el retablo mayor, fechado en el siglo XVIII (1732-1740), llaman la atención cuatro columnas que soportan un arco mixtilíneo. El conjunto tiene como imagen principal a la Virgen María, y a su derecha e izquierda Santa Lucía y San Lázaro respectivamente.
Sobresalen también por su interés artístico la escultura del Cristo de la Caridad, del siglo XVI, y la imagen de San José.
En el orden pictórico destacan los lienzos de la Virgen de Guadalupe, del siglo XVII, situado en el coro, y los de San Antonio Abad y la Virgen Pastora, fechados en el siglo XVIII.
El órgano es obra de José Larrea, labrado en Llerena en el siglo XVIII. Los confesionarios, ambos ricamente adornados, son atribuidos a Enrique Granero.
En la capilla del Sagrario, del siglo XVIII, se encuentra la imagen de la Virgen del Rosario y un pequeño mausoleo de la familia Vargas Zúñiga Jaraquemada, así como las imágenes de San Sebastián y San Roque y un cuadro de la Virgen de los Remedios, patrona de la ciudad, de quien se desconoce su autoría.